# Palau-sator
Palau-sator è un comune spagnolo di 283 abitanti situato nella comunità autonoma della Catalogna.